# Gmünder Heimatblätter
Die Gmünder Heimatblätter waren eine Schriftenreihe, in der von 1928 bis 1992 heimatkundliche Aufsätze für den Bereich der Stadt Schwäbisch Gmünd im Ostalbkreis in Baden-Württemberg publiziert wurden. Ziel war die Erforschung der Geschichte der Stadt und ihrer Region.

## Geschichte
Im Jahr 1928 wurde die Zeitschrift Gmünder Heimatblätter erstmals durch die Heimatkundliche Arbeitsgemeinschaft herausgegeben. Ende 1937 wurden die Gmünder Heimatblätter mit Abschluss ihres 10. Jahrgangs eingestellt. Die NSDAP belebte diese Zeitschrift als Neue Folge wieder, sie musste aber nach nur sieben weiteren Ausgaben im Sommer 1939 kriegsbedingt wieder eingestellt werden.
Die Zeitschrift Unsere Heimat erschien 1948/1949 als monatliche Heimatbeilage zur Neuen Württembergischen Zeitung, wurde aber nach nur zwei Jahrgängen wieder eingestellt. Anschließend wurden erneut die Gmünder Heimatblätter herausgegeben. Sie erschienen 1950 im 12. Jahrgang und knüpften damit bewusst an die Vorkriegstraditionen an – die Neue Folge von 1939 wurde als 11. Jahrgang mitgezählt. 
Zwischen 1981 und 1992 wurden in 48 Ausgaben die Gmünder Geschichtsblätter als Vereinszeitung des Gmünder Geschichtsvereins veröffentlicht. Sie erschienen als Beilage zur Gmünder Tagespost.

## Autoren
Langjährige Autoren der Heimatblätter waren von Mai 1928 bis Juni 1966 Albert Deibele, von November/Dezember 1930 bis Januar 1937 Walter Klein und von Mai 1961 bis Juni 1966 Hermann Kissling.